# Motorcyklisten
Motorcyklisten er en dansk stum komediefilm (farce) produceret af Nordisk Films Kompagni og instrueret af Viggo Larsen.

## Handling
En motorgal ung mand køber en Ellehammer Motorcykel og kører i vild fart ud af butikken. Under sin ubeherskede kørsel vælter han adskillige mennesker, der alle giver sig til at jagte ham.
Den lille film er et populært og tidstypisk eksempel på den såkaldte 'forfølgelsesfarce', eller 'løbefarce', som genren blev kaldt af filmens instruktør Viggo Larsen. Handlingen i en forfølgelsesfarce er såre simpel: under et eller andet påskud forfølges en person over stok og sten, typisk af flere og flere mennesker. Genren demonstrerer det nye medies unikke evne til at vise bevægelse.

## Medvirkende
- Petrine Sonne
- Frederik Buch
- Knud Lumbye